# Лисков, Альфред Германович
Альфред Германович Лисков (нем. Alfred Liskow; 1910 — ?) — немецкий ефрейтор-перебежчик, антифашист. Накануне вторжения нацистской Германии в Советский Союз сообщил советскому командованию о готовящемся немецком нападении.

## Биография
Альфред Лисков родился в 1910 году в деревне Дренов близ Кольберга (ныне в Польше). Сын батрака и уборщицы. Работал на мебельной фабрике в Кольберге. С 1930 года член Кольбергского отделения Коммунистической партии Германии. По словам сотрудника Музея польского оружия, доктора истории Иеронима Крочиньского (пол. Hieronim Kroczyński), Лисков глубоко верил в идеалы коммунизма и был талантливым поэтом, однако его стихи не печатались: «Уж больно смелые были идеи».
В 1939 году был призван в армию. Служил ефрейтором в штабной роте 222-го полка 75-й пехотной дивизии, накануне немецкого вторжения в СССР дислоцировавшейся севернее Сокаля. 21 июня 1941 года, узнав о готовящемся нападении германской армии на СССР, покинул расположение своей части, переплыл Буг и около 21:00 сдался советским пограничникам 90-го пограничного отряда. На допросе сообщил о том, что на рассвете 22 июня немецкая армия перейдёт в наступление на всём протяжении советско-германской границы.
После начала Великой Отечественной войны Лисков участвовал в советской пропагандистской кампании, его история публиковалась в газетах, листовках. Участвовал в агитационных поездках по СССР.
Стал членом Коминтерна, но вступил в конфликт с его руководителями (Димитровым, Мануильским, Тольятти), обвинив их в предательстве. Известна критическая записка Лискова, озаглавленная «Что делает Коминтерн?», в которой он осудил советско-германские соглашения 1939 года. В сентябре 1941 года Димитровым была создана комиссия под руководством Ульбрихта для рассмотрения деятельности Лискова. Результаты работы комиссии 26 сентября были направлены в НКВД. В октябре Лисков вместе с другими членами Коминтерна был эвакуирован в Уфу. 23 декабря Димитров вновь обратился к руководству НКВД, обвинив Лискова как фашиста и антисемита.
15 января 1942 года Лисков был арестован «за распространение клеветнических измышлений по адресу руководителей Коминтерна». Во время следствия «проявлял признаки психического расстройства», в результате был направлен в Центральный институт судебной психиатрии. 15 июля следствие в отношении Лискова прекратили, 29 июля 1942 года он был выписан и направлен в Новосибирск. Согласно сведениям из архива УФСБ по Башкирии, Лисков «бесследно исчез» из Новосибирска в конце 1943 или начале 1944 года. Дальнейшая судьба неизвестна.

## Семья
Отец Лискова погиб на фронте в начале Первой мировой войны. В Германии остались мать Альфреда, его сёстры, бывшая жена и 11-летний сын Лотар.
В Германии Лисков поначалу считался погибшим при переправе через Буг. Однако в июле 1941 года рядом со сбитым советским самолётом были обнаружены листовки с фотографией Лискова и призывом от его имени к немецким солдатам сдаваться в плен Красной армии. В отношении перебежчика было возбуждено уголовное дело, его родственники и друзья подверглись допросам. Известно, что мать Лискова под давлением гестапо отреклась от сына в 1944 году.

## Комментарии
1. ↑  Отчество приведено по советским документам, русификация фамилии встречается в различных вариантах: Лискоф, Лискофф, Листков и др.[1]
2. ↑  Номера полка и дивизии в источниках разнятся. Этот вариант подтверждён немецкими документами[6].